# Rhigiophyllum squarrosum
Rhigiophyllum squarrosum är en klockväxtart som beskrevs av Ferdinand von Hochstetter. Rhigiophyllum squarrosum ingår i släktet Rhigiophyllum och familjen klockväxter. Inga underarter finns listade i Catalogue of Life.